# Galénisme

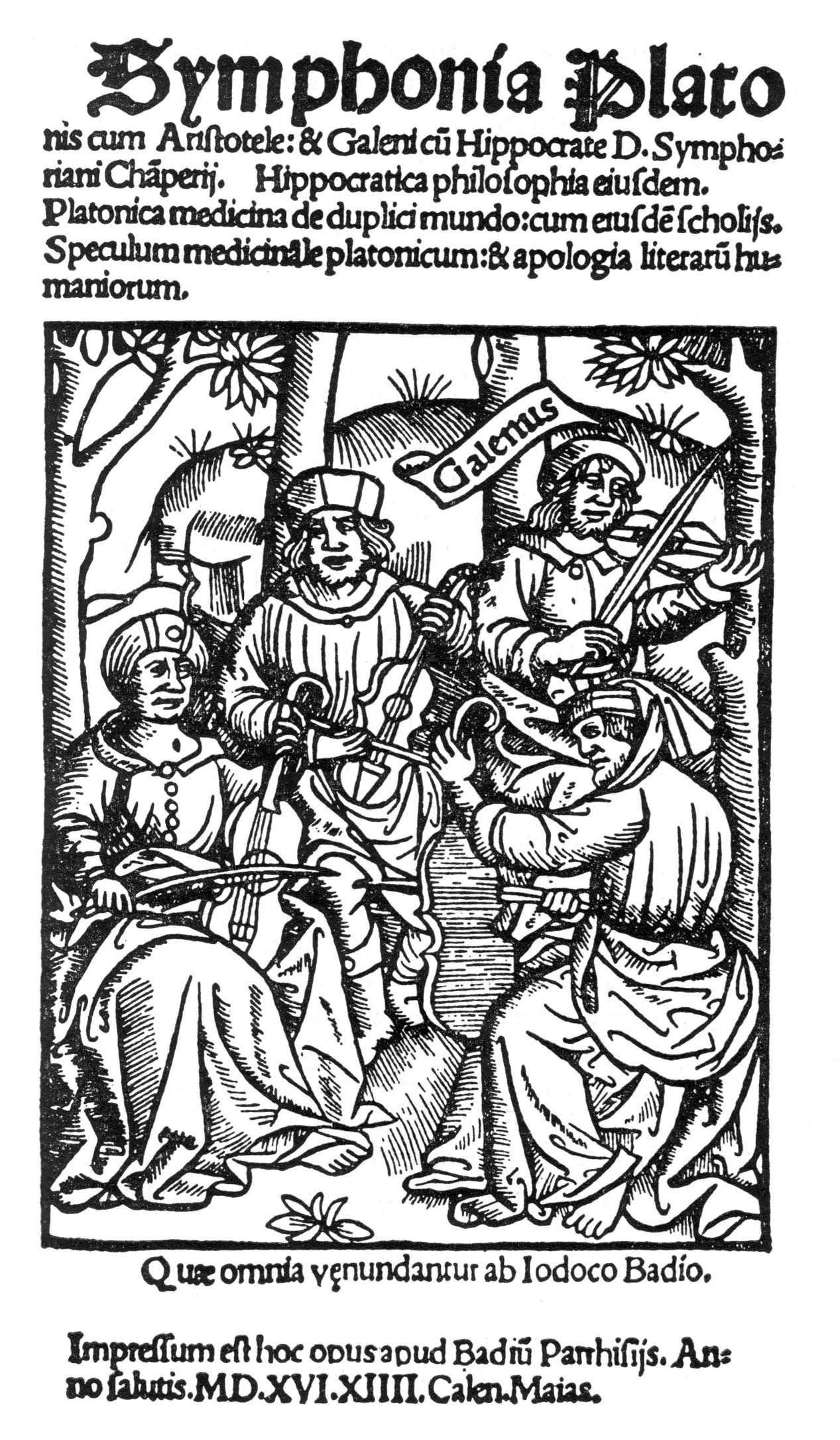
Quatuor à cordes de Galien, Platon, Aristote et Hippocrate, dirigé par Galien (gravure, 1516).
Champier dans cet ouvrage médico-philosophique, cherche à faire une synthèse de ces quatre systèmes de pensée de l'Antiquité.

Le galénisme est un système médical qui, élaboré au Moyen Âge à Byzance, fut utilisé pendant des siècles par des médecins de différentes civilisations, essentiellement le monde musulman, la chrétienté et le judaïsme. Le galénisme est ainsi nommé d'après Galien de Pergame (129-216), le dernier des grands médecins créateurs de l'Antiquité gréco-romaine, qui produisit une œuvre considérable, touchant aussi bien la médecine que la philosophie, la rhétorique ou la poésie.
Galien est mort au IIIe siècle. Tombé dans l'oubli les siècles suivants en Europe occidentale, sa théorie et ses pratiques médicales furent récupérées à partir du XIe siècle avant de devenir pendant plus de 500 ans le système médical dominant dans le monde occidental et musulman et jusqu'à ce que l'avènement de nouveaux paradigmes scientifiques n'aboutissent à son abandon complet au cours des XVIIe et XVIIIe siècles.
Au début de l'époque moderne, les critiques de Galien s'appuient sur le paracelsianisme, l'aristotélisme et l'anatomie de Vésale et ses successeurs. Parmi les opposants à Galien, seul Paracelse visait à renverser complètement la médecine galénique ; cependant son effondrement résulta plutôt de l'accumulation de connaissances issues de la recherche physiologique et anatomique, à commencer par le De motu cordis (1628) de William Harvey (1578-1657), et, enfin et surtout, d'un changement général dans l'idéologie du progrès scientifique.

## Description générale
À la suite de la division de l'Empire romain au IVe siècle, l'Empire romain d'Occident disparaît rapidement, et avec lui la médecine savante ; alors que l'Empire romain d'Orient (ou Empire byzantin) subsiste et conserve l'héritage culturel et scientifique gréco-romain. Le corpus galénique continue à faire autorité auprès des médecins de Constantinople et d'Alexandrie, et sera assimilé durant l'âge d’or islamique aux Xe et XIe siècles. Ce galénisme revu et simplifié par Rhazès ou Avicenne reviendra en Europe occidentale par les traductions de l'arabe en latin des XIe et XIIe siècles. Mais en entrant dans les universités, l'enseignement du système médical de Galien s'est confronté à l'aristotélisme ; il s'égare alors dans des arguties scolastiques sans fin.
À la Renaissance, le retour direct aux sources grecques marque un premier tournant dans le galénisme, purgeant les écrits médiévaux des erreurs laissées par les traducteurs et les copistes. En replaçant l'anatomie à la base de la médecine et en prônant la pratique de la dissection et de l'expérimentation, conformément aux recommandations de Galien, les médecins de cette époque ouvrent une brèche dans la forteresse du galénisme, dans laquelle André Vésale s'engouffre avec tout l'enthousiasme de la jeunesse. Dans son ouvrage De humani corporis fabrica, il publie les premières représentations graphiques de corps disséqués et ose dénoncer avec courage sinon impudence, les erreurs de Galien, ce qui ne se fera pas sans levées de bouclier (en France, Jean Riolan père et fils, et puis Guy Patin).
La remise en cause du paradigme galénique de la théorie des quatre humeurs, des quatre qualités (chaud/froid, sec/humide), des quatre âges de la vie— plus tardivement des quatre tempéraments— et du pneuma, à la base de la physiologie galénique, se fit peu à peu, sans chercher à tester directement ces modèles (en soi non réfutables) mais en concevant de multiples expérimentations montées dans le but d'évaluer les hypothèses explicatives d'une physiologie expérimentale. Une des premières belles réussites de cette entreprise est celle de William Harvey qui montre que le sang va des artères aux veines, et qui arrive à établir que le cœur fonctionne comme une pompe qui envoie le sang dans un circuit fermé sur lui-même. Au cours du XVIIIe siècle, les expérimentateurs réussirent peu à peu à proposer des modèles du système cardiovasculaire, respiratoire, digestif et nerveux, basé solidement sur des observations expérimentales. Avec les avancées de la médecine expérimentale aux XIXe et XXe siècles, le galénisme disparaît définitivement de l'enseignement médical.
Une fois la physiologie de Galien complètement laminée par la méthode expérimentale, le galénisme ne subsista plus en Occident, même à titre de « médecine traditionnelle européenne », contrairement aux médecines traditionnelles chinoise et indienne qui résistèrent beaucoup mieux au rouleau compresseur de la médecine moderne. Paradoxalement, le galénisme qui fut importé en Inde par les musulmans, y a survécu jusqu'à l'époque moderne sous le nom de médecine Yunâni. C'est une des six médecines traditionnelles institutionnalisée en Inde, bien ancrée dans le pays et qui reste aussi pratiquée au Pakistan, Bangladesh et en Iran.
Finalement, le grand succès du galénisme, qui tenait à une cohérence rationnelle remarquable soutenue à la fois par l'expérience (empeiria) et la raison (logos), sera pour la même raison, victime de la séduction intellectuelle qu'il exerça sur des générations de médecins qui en ont fait un dogme indépassable. Les hypothèses théoriques doivent bien sûr s'appuyer sur une base empirique solide, mais les méthodes et techniques d'observation évoluant en permanence, la théorie doit être sans arrêt remise sur le chantier. En science, rien n'est définitivement acquis et a fortiori dans les systèmes pré-scientifiques de l'Antiquité.

## Le corpus galénique
Seule une petite partie de cette œuvre composée en grec sous le règne des trois empereurs romains Marc Aurèle, Commode et Septime Sévère, nous est parvenue. De larges pans n'ont survécu qu'en traduction arabe ou latine, voire ont complètement disparu.
Cette œuvre ne nous est pourtant accessible que dans une édition du début du XIXe siècle. L'édition de C. G. Kühn, faite des textes grecs et des traductions latines, est parue à Leipzig entre 1821 et 1833. Elle couvre 150 traités conservés et plus de 20 000 pages. Seule une part minime est aujourd'hui traduite dans une langue moderne.
Cet oubli, même de la part du grand public cultivé, est notable alors que la doctrine hippocrato-galénique a dominé la pensée médicale pendant plus d'un millénaire et demi, jusqu'au XVIIe siècle (Galien glorifié, Galien contesté..., Lafont, 2011). Cette relégation se comprend d'un point de vue scientifique, mais le contraste est saisissant avec le sort beaucoup plus favorable qu'ont connu les pensées médicales pré-scientifiques d'Asie (notamment chinoise et indienne). Ainsi, le corpus galénique est ignoré en Occident alors que le public cultivé chinois connaît et cite encore avec déférence le Huangdi Nei Jing, l’œuvre de référence de la médecine chinoise rédigée de -300 à +260. En France, la médecine traditionnelle évoque surtout la satire burlesque des médecins dans le Malade imaginaire de Molière : dans le ballet final des médecins chantant « Clysterium donare, Postea seignare, Ensuita purgare. » selon le triptyque thérapeutique galénique : clystère (lavement), saignée et purgation ; ensuite et surtout la flatterie de Diafoirus père à son fils, parce qu'il « s’attache aveuglément aux opinions de nos anciens, et que jamais il n’a voulu comprendre ni écouter les raisons et les expériences des prétendues découvertes de notre siècle, touchant la circulation du sang, et autres opinions de même farine. ».
L’œuvre de Galien a connu un réel succès dès la fin de sa vie. Elle est citée aussi bien par les philosophes que les médecins. Oribase un auteur médical qui écrivait à la fin IVe siècle, publie à la demande de l'empereur Julien, les Collections médicales (en 70 livres), comprenant l'ensemble des connaissances médicales anatomiques, physiologiques, thérapeutiques et pharmacologiques de l'époque. Galien y tient la première place. Peu à peu, les seuls textes de médecine gréco-romaine à être transmis dans le monde byzantin sont ceux de Galien et de son maître Hippocrate, complétés par la Materia medica de Dioscoride, la nosologie d'Arétée de Cappadoce et la gynécologie de Soranos d'Éphèse.
Galien avait conçu un système explicatif global basé sur la raison et l'observation qui a réussi à s'imposer, soutenu par une plume féroce et un talent rhétorique indéniable. Replacé dans le cadre intellectuel de l'époque, sans méthodologie expérimentale bien établie et sans connaissances (bio)chimiques ni microscope, le système galénique réalisait un genre d'achèvement inégalable. Les médecins européens et arabes des siècles suivants ont considéré que « Galien avait tout dit et (que) tout était dans Galien ». Cette doctrine médicale était ainsi considérée comme ayant atteint la perfection ultime.

## Le galénisme jusqu'à la Renaissance
Les médecins de l'école d'Alexandrie, de Byzance et du monde islamique on fait tous de Galien l'autorité médicale suprême. Aucun autre système médical ne fut en compétition avec son système de pensée. Durant la phase tardive de l'école d'Alexandrie, les écrits de Galien furent abrégés dans un canon de seize écrits. Pour des raisons didactiques, la pensée médicale complexe de Galien fut simplifiée et résumée.

### Dans le monde musulman: le corpus galénique simplifié et résumé

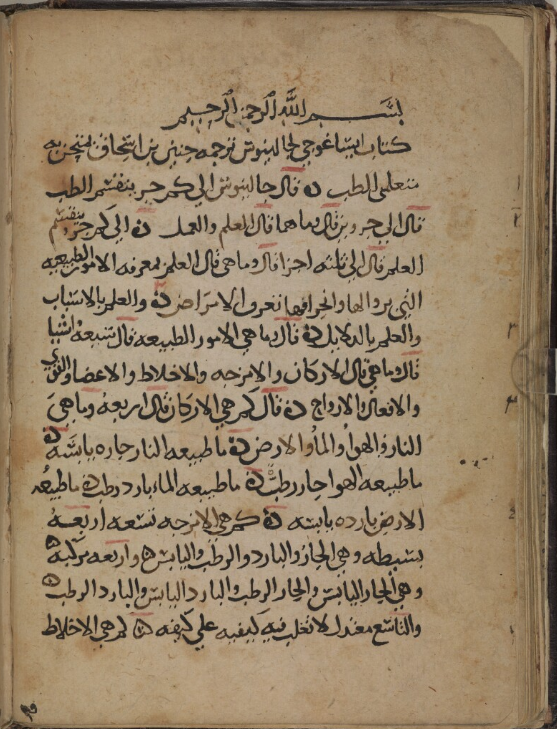
Ysagoge de Hunayn Ibn Ishaq.

Les œuvres essentielles de Galien furent d'abord traduites en syriaque, à partir de 550, par le médecin jacobite Serge de Reshaina, puis en arabe par le célèbre médecin de Bagdad, de religion nestorienne, Hunayn ibn Ishaq (808-873) et ses élèves. Le système médical de Galien tel qu'il a été élaboré au Moyen Âge à Byzance, dans le monde musulman et en Europe, est connu sous le nom de galénisme. Il est devenu la base de l'éducation médicale dans l'ensemble des mondes musulman, juif et chrétien. À cette époque, la connaissance livresque médicale a souvent supplanté le savoir-faire pratique. Les riches débats entre les diverses écoles médicales de l'Antiquité (rationaliste, méthodique, empirique, Érasistratiens, pneumatique) ont cessé. Le galénisme triomphe alors au détriment de Galien (Nutton) : les seuls débats à survivre portent sur l’exégèse textuelle, et la théorie médicale n'a plus d'autre horizon que spéculatif. Le génie observationnel de Galien trouve rarement place dans le galénisme. L'insistance même de Galien pour que les médecins soient aussi des philosophes contribue certainement à faire du galénisme une doctrine à interpréter comme les autres. Ainsi, Stéphane d'Athènes (Stéphanos Στεφάνος, ca 550-630), philosophe, sophiste et médecin qui séjourne à Alexandrie, donne un enseignement aussi bien sur les œuvres d'Hippocrate ou de Galien que d'Aristote.
Les études galéniques prennent un nouvel essor avec la « Renaissance de l'islam » au Moyen-Orient. Du Xe au milieu du XIe siècle s'ouvrit la période la plus faste de la civilisation musulmane, une époque où l'humanisme, la tolérance et l'ouverture sur les autres cultures étaient la règle. Les grands savants encyclopédistes de cet âge d'or, Rhazès, Al-Majusi et Avicenne, tous d'origine persane, placèrent leur pensée médicale dans la lignée des maîtres de la médecine grecque antique, Galien et Hippocrate.
Rhazès (865-925) ou Razi (persan: رازی), penseur indépendant qui n'hésitait pas à dire que tous les prophètes étaient des imposteurs, devint pourtant directeur des hôpitaux de Bagdad et de Rayy. Grand clinicien, il était convaincu que la recherche médicale ne doit jamais s'arrêter. De même que Galien, son modèle, critiquait ses prédécesseurs, Rhazès n'hésitait pas à critiquer ses propres prédécesseurs, y compris son maître. Son Kitāb al-hāwī, vaste compilation d'observations cliniques traduite en latin dès la fin du XIIIe siècle sous le titre de Continens et imprimée à Brescia en 1486, deviendra un des ouvrages majeurs qui permettront à la médecine européenne de renouer avec son passé grec. D'autres œuvres, comme le Kitab al-Mansuri, seront étudiées par des générations de médecins européens.
Ali ibn Abbas al-Majusi, dit Haly Abbas (ca 925 - 982), est l'auteur du Kitab al-Malaki, le « Livre royal », une des meilleures synthèses de la science médicale de l'époque. L'ouvrage, traduit en latin dès le XIe siècle et imprimé à Venise en 1492, connaît une large diffusion en Europe sous le titre de Liber regius. Cette somme représente parfaitement le galénisme simplifié dans sa forme pure.

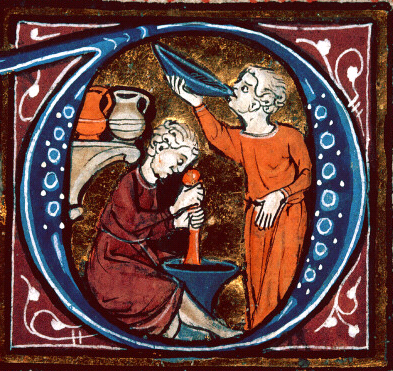
Détail d'une enluminure du Canon medicinae d’Avicenne (Besançon - BM - ms. 0457 - f. 051).

Le troisième grand nom de la médecine musulmane orientale, Avicenne (980-1037) ou Ibn Sīnā (persan:ابن سینا) se singularise par le fait qu'il demeure toute sa vie en Perse, sans jamais se rendre à Bagdad. Son œuvre majeure Kitab al-Qanun le « Canon de la médecine » connut un immense succès. Traduit en latin dès le XIIe siècle, puis en hébreu, il sera imprimé à Milan en 1473 et deviendra l'ouvrage de référence de la médecine jusqu'au XVIIe siècle. Remarquable de limpidité et d'une parfaite cohérence, l'ouvrage figera le galénisme pour longtemps, sans y avoir apporté de notables innovations. Avicenne qui se considérait comme un philosophe, chercha à concilier Galien et Aristote, et donna la préférence à ce dernier chaque fois que c'était possible. Il attribua au cœur qu'il décrit avec trois ventricules, une position dominante, opinion clairement réfutée par les observations de Galien.
L'anatomie que Galien avait placé à la base de sa pensée médicale ne pouvait être étudiée du fait de la proscription par le Coran de toute manipulation et même de tout contact avec les cadavres. La théorie des humeurs, la doctrine des quatre éléments et les conceptions galéniques de la respiration et du fonctionnement du cœur seront reprises pratiquement sans modification. Au XIIe siècle, la médecine européenne découvrira la médecine grecque essentiellement sous la forme simplifiée et modifiée que lui a conférée Avicenne.
Dans l'occident musulman, plusieurs praticiens de la médecine se distinguèrent en al-Andalus (Espagne). Abulcasis (ca. 936-1009), un grand chirurgien, est l'auteur d'une volumineuse encyclopédie médico-chirurgicale Kitab al-tassif li-man ajiza an al-talif, inspirée par le savoir médical grec. Averroes ou Ibn Rushd (1126-1198), un savant universel, surtout connu pour ses études de la pensée d'Aristote, publie aussi des commentaires de Galien et d'Avicenne et un traité de médecine Kitab al-kulliyat fil-tibb « Livre de médecine universelle » qui fut traduit en hébreu puis en latin au XIIIe siècle, sous le titre de Colliget et largement distribué après son impression à Venise en 1482 et 1560. Il adhère au paradigme hippocrato-galénique en se permettant parfois de corriger Galien pour le rendre conforme à Aristote.

### En Europe occidentale: le corpus galénique d'abord oublié puis redécouvert
À la suite de la division de l'Empire romain au IVe siècle, l'Empire romain d'Occident disparait rapidement (sous les coups des Germains et des Huns) alors que l'Empire romain d'Orient (nommé aussi Empire byzantin) subsiste presque un millénaire jusqu'à la prise de Constantinople en 1453 par les Ottomans. Chrétien et utilisant le grec et le latin comme langues officielles, l'empire byzantin va conserver l'héritage culturel et scientifique gréco-romain. Le corpus galénique continue à faire autorité auprès des médecins de Constantinople et d'Alexandrie (rattachée à Byzance jusqu'à la conquête arabe en 641).
En Europe occidentale, la médecine gréco-romaine que Galien avait portée à un très haut niveau à Rome, est quasiment oubliée après les invasions barbares. Il n'en survit que des bribes dans les monastères jusqu'au XIe siècle. Né en Égypte, le monachisme se répand au Proche-Orient puis gagne l'Europe au VIe siècle. Vers 530, Benoît de Nursie fait ériger sur le mont Cassin (entre Rome et Naples) le premier monastère d'Occident. Les moines Bénédictins devaient suivant la règle, consacrer leur vie à la prière et à l'étude des sept arts libéraux. La médecine, sous une forme très parcellaire et très simplifiée, devient en quelque sorte une discipline monastique. Les moines créèrent des centres (hospitium) pour accueillir et soigner les malades mais ils ne pratiquent pas une médecine savante et cherchent plus à soulager la misère humaine (par devoir de charité, caritas) qu'à faire progresser l'art de guérir. Leurs connaissances anatomiques demeurent très sommaires. Tout acte chirurgical et a fortiori toute dissection leur sont interdits.
L'affirmation de la médecine en tant que discipline scientifique ne s'est faite qu'aux XIe et XIIe siècles. C'est à cette époque que la médecine européenne renoue avec le galénisme et rejette dans les ténèbres du charlatanisme toute pratique qui ne répondait pas au rationalisme de la médecine savante. Le retour à la tradition perdue d'Hippocrate et Galien ne se fera pas directement par les sources grecques mais par un long détour par le Moyen-Orient, via la littérature médicale de langue arabe. Seule exception à cette règle, l’œuvre pharmacologique de Dioscoride, qui n'a jamais cessé de circuler en Europe.

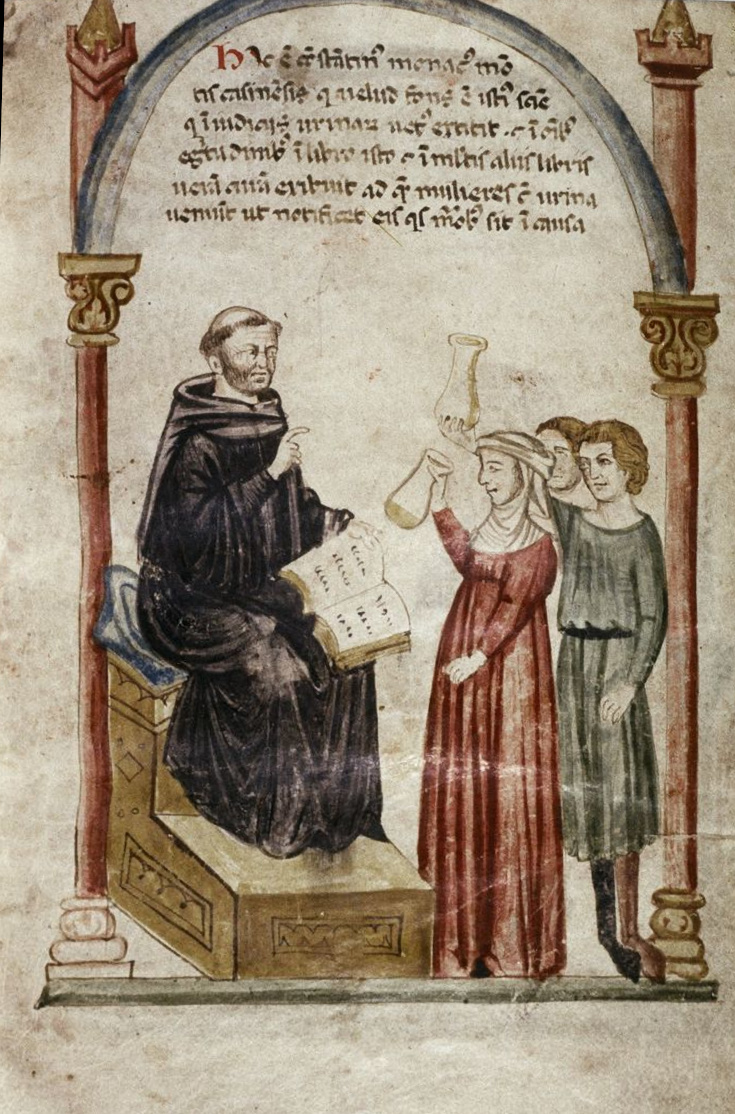
Patients présentant un échantillon de leur urine au médecin Constantin l'Africain.

L'Italie du Sud et la Sicile sont précisément à cette époque un lieu de rencontre des cultures musulmane, byzantine, normande et chrétienne. Au XIe siècle, un prince normand, Robert Guiscard, chasse les Byzantins des Pouilles et de Calabre et reprend la Sicile aux Sarrasins. C'est auprès de ce prince que le premier grand traducteur, Constantin l'Africain, trouve refuge à Salerne (au sud de Naples). Né en Afrique du nord aux alentours de 1020, et devenu moine bénédictin au Mont-Cassin, Constantin traduit de l'arabe en latin divers traités de médecine, dont deux ouvrages fondamentaux de l'Orient musulman : l'Ysagoge, abrégé d'une œuvre de Hunayn ibn Ishaq (dit Johannitius) et une adaptation du Livre royal de Ali ibn Abbas al-Majusi (dit Haly Abbas). L'Ysagoge présente le galénisme alexandrin revu par les Arabes, d'une façon claire et concise. La libre adaptation du Livre royal (Liber regius) de Haly Abbas, sous le titre de Pantegni (Tout l'Art), deviendra une source majeure de le science médicale que seul le Canon d'Avicenne réussira à éclipser.
L'enseignement de l'art médical à Salerne marque l'entrée de la médecine dans les universités. Les maîtres salernitains rassemblent un ensemble de textes (comprenant entre autres l'Ysagoge, des textes d'Hippocrate, l'Art médical de Galien etc.) qui serviront de référence en matière médicale jusqu'à la Renaissance. Ce corpus sera édité à maintes reprises sous le titre de Articella (Petit Art) et formera la base de l'enseignement universitaire. Trois grandes universités s'assurent le quasi-monopole de cet enseignement médical, jusqu'au milieu du XIVe siècle : Bologne, Montpellier et Paris. Pour Barthélemy de Salerne, l'art médical se divise en théorie et pratique : la théorie étant la science des causes et la pratique, la science des signes. L'introduction du galénisme fera de la recherche des causes l'un des fondements de la démarche médicale.

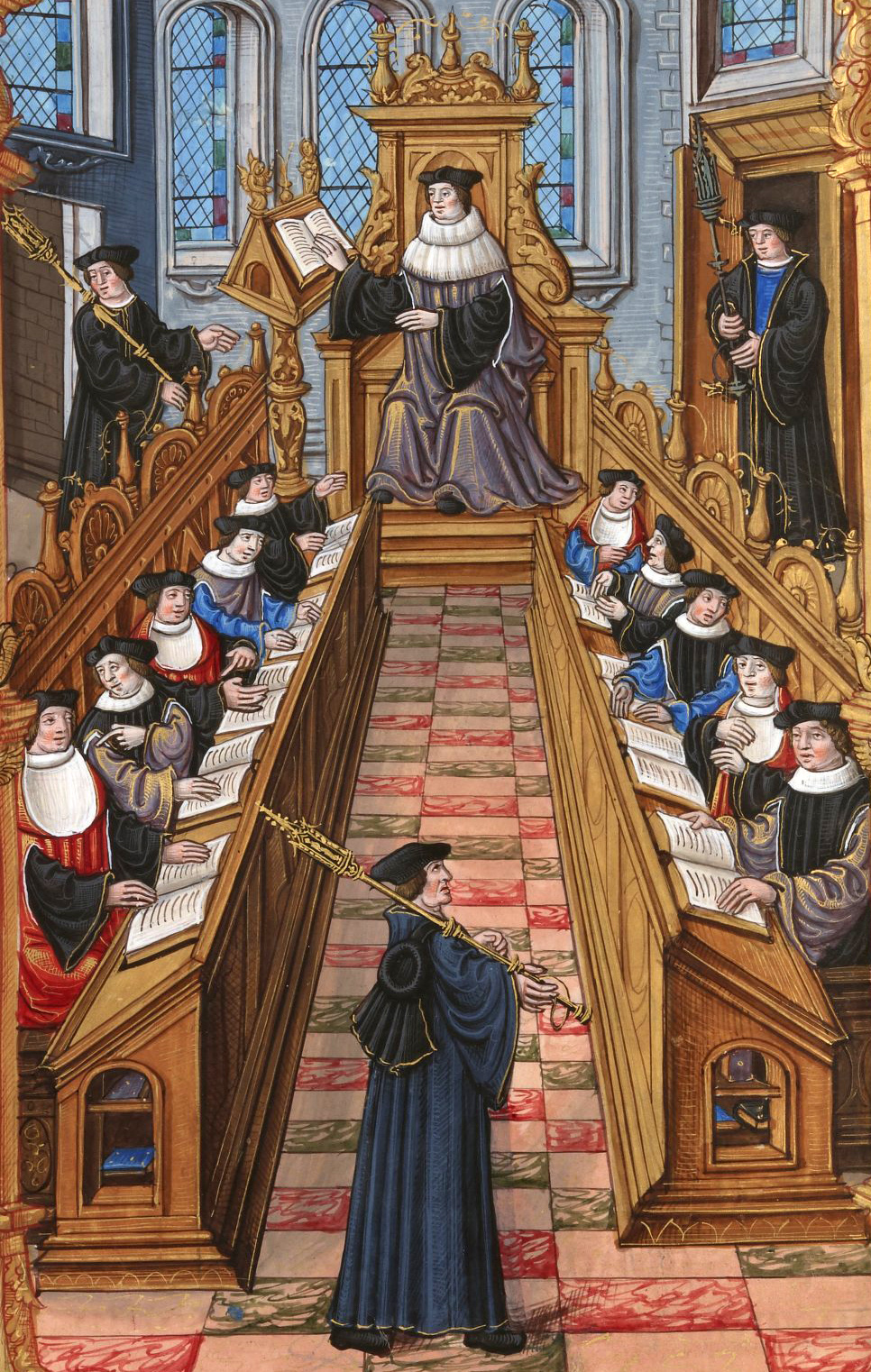
Réunion de docteurs à l'université de Paris durant le Moyen Âge.

Le travail de traduction se poursuit au cours des siècles suivants. Après les efforts de Constantin en Italie du Sud, ce sont ceux de Gérard de Crémone (ca. 1114-1187) en Espagne qui apportent les œuvres les plus brillantes de la tradition musulmane : des ouvrages de Rhazès, le Canon d'Avicenne et la Chirurgie d'Abulcasis. Il traduit aussi plusieurs adaptations arabes des traités galéniques. Les traductions directes du grec au latin de Galien sont l’œuvre de Burgondio de Pise (XIIe siècle) puis de Niccolò da Reggio au XIVe siècle. Le Canon d'Avicenne et ces « nouveaux Galien » entrent dans les programmes universitaires et figent le galénisme pour longtemps.
En pénétrant à l'université, le galénisme se trouve confronté à l'aristotélisme. L'anatomie et la physiologie de Galien sont évaluées aux regards des théories d'Aristote. L'établissement du savoir ne passe plus par la raison et l'observation expérimentale (logos et empeiria, comme du temps de Galien) mais par la confrontation avec des textes philosophiques. Pour Aristote, il y a un organe principal, le cœur, source de la chaleur et de la vie (cardiocentrisme), pour Galien, il y en trois ou quatre, le cerveau, le cœur et le foie ainsi que les testicules. Les autorités universitaires se rangent davantage derrière Galien ou Aristote, suivant qu'elles sont plus portées vers la médecine ou la philosophie. Les maîtres de la scolastique distinguent une via philosophorum et une via medicorum.
Au XIIIe siècle, Roger Bacon écrit dans une violente diatribe contre le penchant excessif des médecins pour l'argumentation logique :

« La foule des médecins s'adonne aux disputes de questions infinies et d'arguments inutiles ; ils ne recourent pas comme il conviendrait à l'expérience... ils multiplient les questions accidentelles infinies... à tel point qu'ils cherchent toujours la vérité sans jamais la trouver. »

— De erroribus medicorum

## Renaissance: renouveau et premières critiques du galénisme

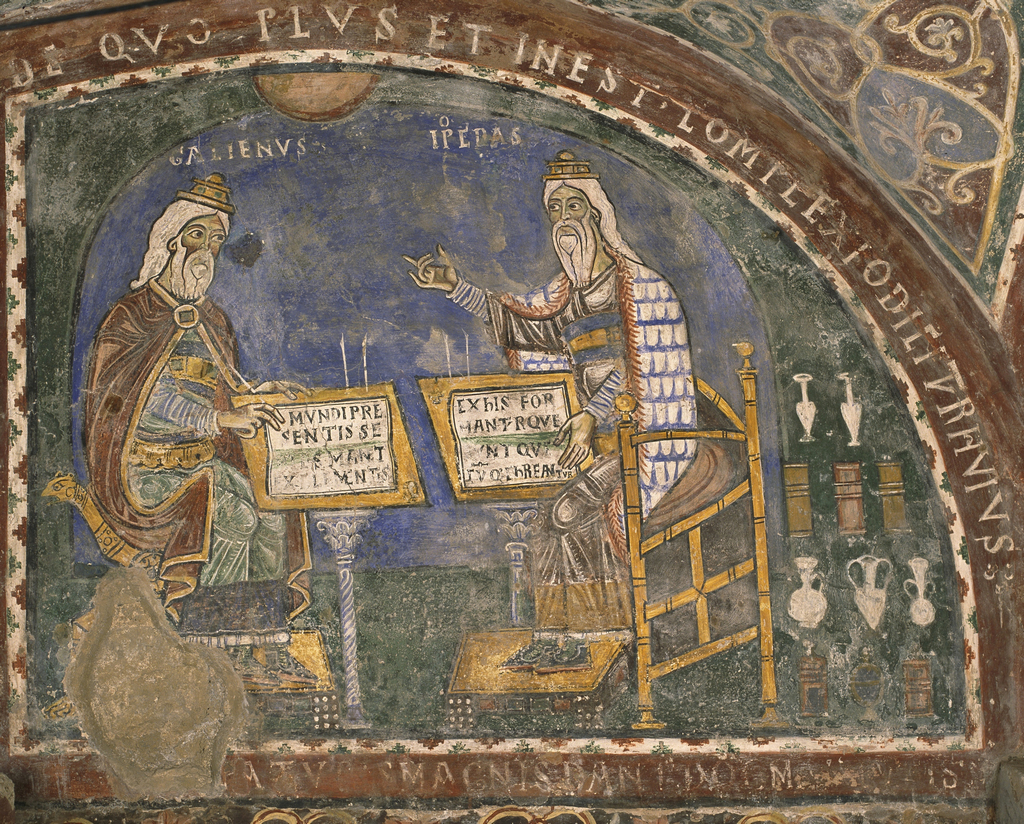
Fresque de la Cathédrale Santa Maria d'Anagni en Italie, datant du XIIIe siècle, représentant Hippocrate et Galien.

À la fin du Moyen Âge, le galénisme telle une forteresse bien défendue par la scolastique et codifiée par le Canon d'Avicenne, domine complètement l'enseignement. Pour que le savoir aille de nouveau de l'avant comme du temps de la féconde Antiquité grecque, il faut retrouver l'audace d'esprit de Galien, analysant sans relâche ce qu'il observe et essayant de comprendre en profondeur, sans échappatoires rhétoriques. Ce fut possible avec les idées nouvelles de la Renaissance et en particulier son désir d'imiter l'Antiquité. À la suite de la prise de Constantinople par les Ottomans en 1453, arrivent de nombreux savants grecs contraints à l'exil. Ils se réfugient en Italie, emmenant avec eux leurs manuscrits grecs.
- Retour aux sources grecques pour purger les écrits médiévaux de leurs erreurs

La figure centrale de ce renouveau du galénisme est Nicolas Léonicène (1428-1524). Professeur à l'université de Ferrare et de Bologne, il traduit en latin des textes d'Hippocrate et Galien. Il est aussi l'auteur d'un texte Erroribus in Medicina (1492), passant au crible d'une critique les auteurs antiques et épinglant à l'occasion les erreurs de Pline l'Ancien. C'es véritablement un tournant dans l'histoire du galénisme. Il ne s'agissait plus de révérer inconditionnellement les textes médicaux en latin, mais d'être animé du seul souci de la vérité comme le réclamait Galien. Léonicène montre sans l'ombre d'un doute que les écrits qui servent de référence depuis des siècles, sont parsemés d'erreurs : telle herbe était mal identifiée, en raison d'un problème de traduction, telle maladie est imaginaire en raison de différentes transcriptions en latin de termes arabes. Ce n'était pas seulement la faute des copistes et des traducteurs, mais même le grand encyclopédiste latin, Pline, s'était trompé. Léonicène ne cesse dans ses écrits de lancer des assauts contre la forteresse médiévale des méprises et erreurs doctement répétées. Il prône un retour aux sources grecques pour purger la médecine de ses erreurs.
L'invention de l'imprimerie par Gutenberg (en 1450) autorise pour la première fois l'impression en grec des œuvres de Galien (editio princeps). L'Aldine des œuvres complètes (Opera omnia) de Galien sort à Venise en 1525 des presses du célèbre imprimeur Alde Manuce ; elle avait été précédée en 1499, par l'Aldine (en grec aussi), de l'ouvrage de Dioscoride. Suivront une édition de Bâle en 1538, reprenant pour l'essentiel l'Aldine, et l'ambitieuse édition bilingue grec-latin en 1639-1679 par René Chartier à Paris qui devait entrainer la ruine de son éditeur ; la dernière en date étant l'édition en grec et latin de 20 000 pages de C. G. Kühn à Leipzig, en 1821-1833.
Débarrassés des scories des doubles traductions (grec → arabe → latin) et de celles laissées par les copistes médiévaux, les « nouveaux Galien » offraient au terme de treize siècles d'histoire, le texte tel qu'il était à l'origine. Des textes jusque-là inconnus furent également rendus disponibles, comme Doctrines d'Hippocrate et Platon qui explicitait clairement les relations entre la philosophie et la médecine de Galien.
Ce retour aux sources, permet à un médecin et professeur réputé de Padoue, Giambattista da Monte (1489-1551), de se faire le porte-parole le plus influent de la méthode de traitement galénique. Il associe théorie et pratique dans son enseignement et passe directement avec les étudiants du cours au chevet des malades.
- S'appuyer sur l'observation anatomique

Mais la marque principale de ce renouveau du galénisme, fut la nouvelle attention portée à l'anatomie. Les médecins byzantins et arabes s'étaient tenus à distance des dissections. Le Moyen Âge latin ne connaissait qu'une petite partie de l’œuvre anatomique de Galien et ne pratiquait pas non plus la dissection.
Le premier témoignage explicite d'une dissection date de 1315 (ou 1316), année où Mondino de' Liuzzi (ca. 1270-1326) dit avoir disséqué les cadavres de deux femmes. Il rédige par la suite un manuel de dissection Anathomia, à l'intention de ses élèves. L'ouvrage quoique présentant quelques illustrations originales, n'apporte pas de véritables observations nouvelles. Pourtant Mondino, inspiré par sa connaissance du nouveau Galien, met fin à un hiatus de 1 500 ans environ d'études anatomiques, sans dissections. Le tabou de l'ouverture du corps humain n'avait été transgressé que pendant une cinquantaine d'années à Alexandrie. Durant cette courte période exceptionnelle, les médecins grecs Hérophile et d'Érasistrate apportèrent des innovations majeures aux connaissances en anatomophysiologie.
Les médecins de la Renaissance en découvrant les nouveaux textes de Galien de l'Aldine s'inspirèrent de l'audace intellectuelle du maître, toujours prêt à observer, disséquer et expérimenter pour mieux comprendre le fonctionnement du corps. Désormais, les études anatomiques se placèrent au centre du nouveau curriculum médical. Les premiers anatomistes de premier plan, comme Sylvius (Jacques Dubois) à Paris ou Matteo Corti à Bologne, sont de fervents galénistes. Mais on s'aperçut que tout ce que Galien avait dit ne pouvait être confirmé par l'observation.
- Corriger les erreurs de l'anatomie galénique

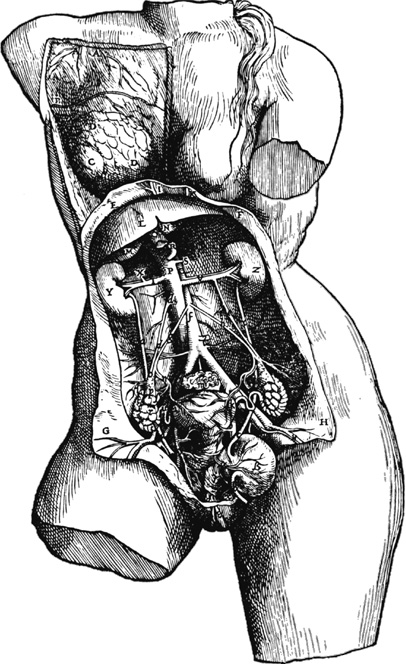
Fabrica (1543) première représentation des ovaires.

Le jeune novateur qui allait oser critiquer les erreurs des maîtres de l'Antiquité est André Vésale (Andreas Vesalius, 1514-1564) né à Bruxelles et venu à Paris étudier la médecine auprès de Jacques Dubois, le réputé anatomiste fervent partisan du galénisme. Passionné d'anatomie, Vésale s'aperçoit que ses maîtres sont prisonniers de la tradition galéniste et que le seul moyen de progresser est de pouvoir pratiquer librement les dissections par soi même. On rapporte que limité par la rareté des sujets de dissection, il allait près de chez lui (rue de la Grange aux Belles), se pourvoir en cadavres au gibet de Montfaucon. Quand en 1538, il est invité à prendre la chaire d'anatomie et chirurgie de l'université de Padoue, il est enfin libre de ses mouvements. Il publie aussitôt les six Tabulae anatomicae, avec trois planches de lui-même et trois autres par un élève du Titien, Jan van Calcar. Aussi surprenant que cela puisse paraître, dans l'histoire de l'anatomie, l'écrit et l'oral ont longtemps prévalu sur la représentation graphique. De Galien à Mondino de' Liuzzi (Anathomia en 1319) tout le savoir anatomique reposait sur le texte. Ce n'est qu'à la Renaissance que les artistes comme Léonard de Vinci et les médecins comme Vésale (ou Jean Dryander (de) de Marburg, Jacob Rueff de Zurich et Du Laurens le médecin d'Henri IV), publient les premières représentations « véridiques » du corps, pour « mettre sous les yeux de tous les savants médecins l’œuvre de la Nature, comme s'ils se trouvaient devant un corps disséqué » dit Vésale.
Mais l'audace du jeune Vésale ne s'arrête pas là. Chargé de revoir la traduction des œuvres complètes de Galien, il s'aperçoit que le maître de Pergame a commis de nombreuses erreurs. Il entreprend alors de publier un grand traité d'anatomie basé sur ses récentes observations anatomiques. L'ouvrage, un fort in-folio de 663 pages, De humani corporis fabrica, est illustré de 300 planches gravées sur bois, dues au talent d'un groupe d'artistes de l'école du Titien. Sa parution à Bâle en 1543 sera un événement majeur de l'histoire de l'anatomie. Le succès sera immédiat, immense dans toute l'Europe. Le jeune impudent de 28 ans, y dénonce à longueur de pages les erreurs de Galien (plus de 200), attribuables dit-il, au fait qu'il n'aurait disséqué que des animaux et jamais de cadavres humains. Dans l'histoire de l'anatomie, Vésale marque un important renouvellement épistémologique, en plaçant au-dessus de l'autorité des Anciens l'observation méthodique pratiquée lors des dissections. Il montre par la même occasion que si les médecins continuent à perpétuer les erreurs de Galien, c'est parce qu'ils ne pratiquent pas les dissections eux-mêmes, c'est parce que les institutions académiques de l'époque séparent théorie et pratique. La fidélité à Galien devait donc être plus méthodologique que textuelle, il fallait adopter sa pratique et non le suivre à la lettre.
Nombre d'anatomistes galénistes dont son maître Sylvius, hurlèrent à l'anathème. Mais avec le temps, le nombre des détracteurs diminua progressivement. Les successeurs de Vésale, Gabriel Fallope, Eustache, Realdo Colombo, et Andrea Cesalpino continuèrent de découvrir de nouvelles structures anatomiques et de rectifier au passage beaucoup d'erreurs anciennes. Bien que les tenants de l'orthodoxie n'entendaient rien lâcher, les arguments remettant en cause le cardiocentrisme d'Aristote et la théorie du pneuma de Galien s'accumulaient régulièrement. Il a fallu toutefois plusieurs siècles d'efforts pour en venir complètement à bout.

## XVIIeetXVIIIesiècles: le galénisme contesté de toutes parts
La longévité du système de Galien s'explique en partie par une série d'observations remarquables du maître de Pergame et une extraordinaire cohérence de son système. Jusque-là, des accommodements avaient été trouvés entre les aristotéliciens, partisans d'une âme unifiée, les galénistes partisans d'une tripartition de l'âme et la conception chrétienne de l'âme.

### La physiologie
Le premier assaut de Vésale contre l'anatomie de Galien s'était faite somme toute, en appliquant la méthode d'observation de Galien. Il s'était simplement traduit en une amélioration des descriptions anatomiques. Déboulonner la physiologie fut bien plus difficile, car la simple observation passive ne suffisait plus, il fallait concevoir de véritables expériences dans lesquelles l'expérimentateur intervenait sur l'homme ou l'animal vivant (ligaturer une veine, installer une fistule...). Actuellement, on dirait qu'il fallait établir un protocole expérimental dans le but de tester une hypothèse. Et les observations étaient rarement décisives car leur interprétation laissaient souvent une marge d'appréciation permettant de préserver l'ancien système moyennant l'ajout d'hypothèses annexes. Le système de Galien était extrêmement résilient.

#### Harvey

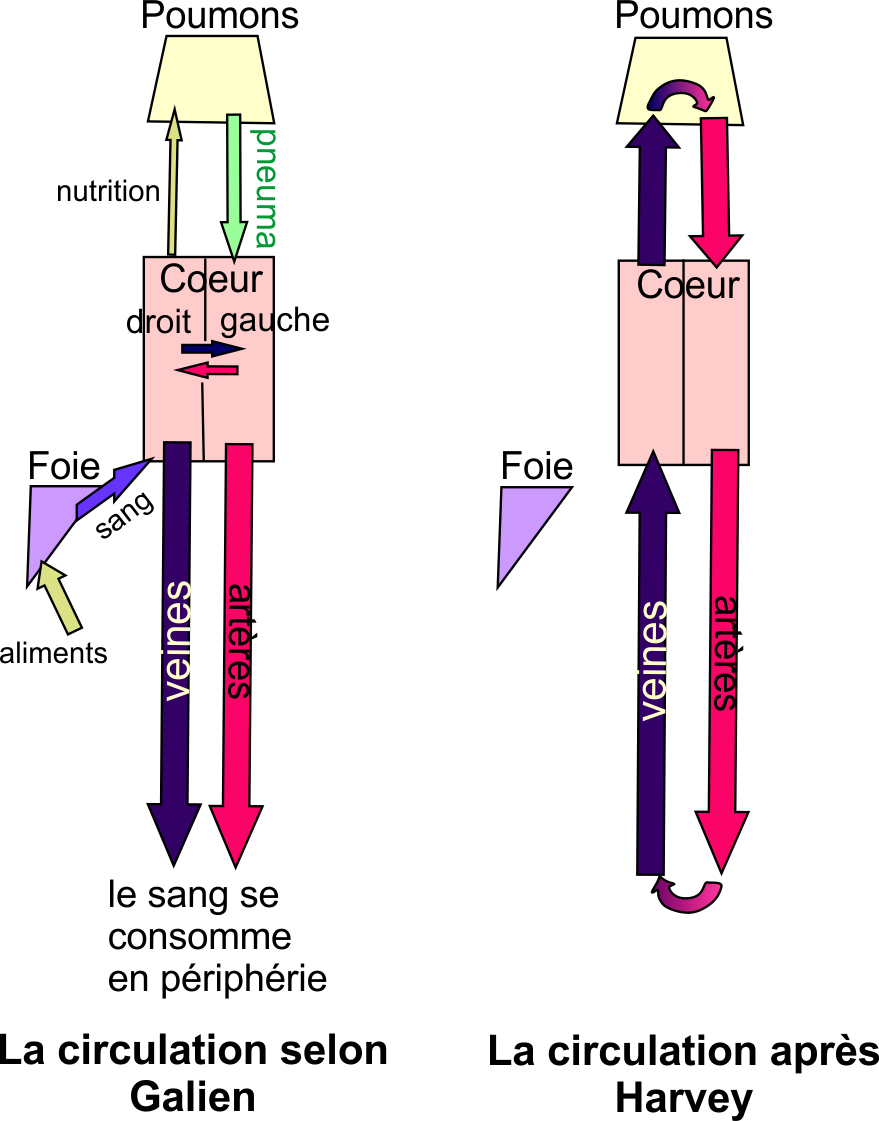
Schémas de la circulation du sang suivant Galien et Harvey, d'après M. Voisin.

L'avancée ne se fit pas en essayant de résoudre le problème du statut des humeurs, du pneuma ou de l'âme que d'ailleurs Galien considérait inconnaissable par les moyens de l'observation. Mais elle se fit par l'effort soutenu de nombreux anatomistes pour essayer de comprendre la relation entre sang veineux et sang artériel, la nutrition et la fonction du cœur. Une étape marquante qui devait mener à l'élaboration d'une nouvelle physiologie fut le modèle du système circulatoire proposé par un médecin anglais, William Harvey (1578-1657), lui aussi formé à l'université de Padoue. Il sut analyser correctement un petit nombre d'observations expérimentales faites sur l'animal et comprendre que les systèmes veineux et artériels formaient un continuum. Après avoir examiné le cœur, avec l'acuité d'un ingénieur, il démontra qu'il fonctionne comme une pompe faisant circuler le sang dans la totalité du corps par une grande boucle (bien que la connaissance de la jonction par les capillaires attendra 1661). La petite circulation (par les poumons) avait été décrite antérieurement par un médecin arabe Ibn Nafis (1210-1288) et reprise par Michel Servet (1511-1553).
Cette avancée ne fait pas s'écrouler tout l'édifice théorique de Galien. Et Harvey lui-même qui était un homme de son époque, demeura dans sa pratique médicale d'un galénisme orthodoxe. Mais en posant dès 1628, les bases de la médecine expérimentale, il avait ouvert la voie à des progrès futurs.
Cette découverte heurta pourtant de plein fouet la conception galéniste du sang. Les galénistes ne s'intéressaient pas au mouvement du sang en soi mais le reliaient à la nutrition. Le sang était vu comme un intermédiaire entre les aliments ingérés et les tissus. Il provenait de la coction des aliments dans l'estomac d'abord puis dans le foie ensuite. Une partie du sang veineux était attirée dans le cœur pour y subir une étape d'enrichissement. Puis travaillé par le cœur, il transportait la chaleur et le pneuma vital par les artères.
L'air aspiré, appelé pneuma, passait par les poumons, puis une partie allait vers le ventricule gauche du cœur puis était envoyé au cerveau. À la suite de Platon, Galien considérait qu'il y avait trois âmes (pneuma) qui habitaient l'une le foie, l'autre le cœur, la troisième, l'encéphale. Le cœur qui élaborait le pneuma vital était la source des artères et de la chaleur innée ; le foie qui contenait le pneuma naturel était à l'origine des veines et l'organe où se formait le sang. Dans le cœur, les deux ventricules communiquaient entre eux, pour que le sang veineux venant du foie puisse servir à la nutrition. Le seul usage de l'air des poumons était de rafraîchir le sang. Il faudra attendre les progrès de la chimie de la fin du XVIIIe siècle, pour qu'un nouveau modèle de la physiologie de la respiration basée sur les notions de combustion (consommant de l'oxygène et émettant du CO2) prenne la place du modèle galénique. On pourra alors comprendre le rôle de l'air-pneuma et pourquoi on meurt par asphyxie.
Là encore, la découverte de la circulation du sang, fit hurler à l'imposture les inconditionnels de l'autorité de Galien. Quelles que furent les attaques violentes du doyen de la faculté de Paris et professeur au Collège royal, Jean Riolan, contre toutes les innovations, les références à la physiologie de Galien disparurent progressivement, à mesure que les systèmes cardiovasculaire, respiratoire et digestif s'élaboraient sur des bases empiriques solides.

#### Schneider, Sténon

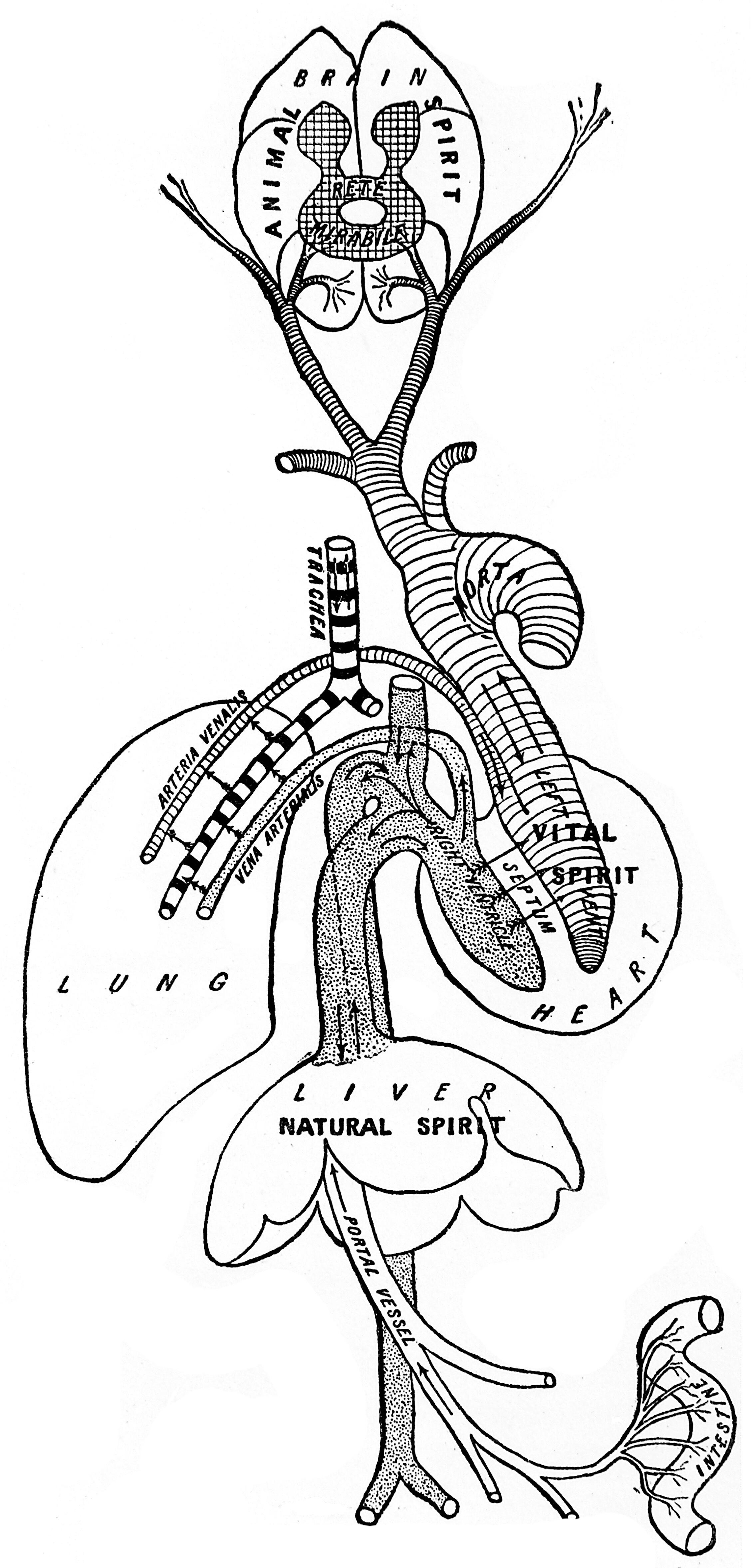
Circulation sanguine chez Galien, avec la mention d'un rete mirabilis sur la base du crâne. Illustrant la théorie du pneuma, ce schéma est tiré de l'ouvrage de Charles Singer, The evolution of anatomy : a short history of anatomical and physiological discovery to Harvey, being the substance of the Fitzpatrick lectures delivered at The Royal College of Physicians of London in the years 1923 and 1924

Les diverses sécrétions venant des yeux (larmes et conjonctivites), des oreilles, de la bouche et des narines (mucus) ont contribué à forger l’idée que le cerveau constituait l’origine de ces flux. D'après Hippocrate partaient du cerveau sept catarrhes qui avaient une signification physiologique et pouvaient déterminer la maladie dans les oreilles, les yeux, les narines, le larynx, le pharynx et par les veines, la moelle épinière et les hanches. Les catarrhes étaient déterminés généralement par le phlegme (φλέγμα / phlegma) ou pituite (du latin pituita), l'une des quatre humeurs, qui mis en mouvement dans la tète, coulait vers le bas en abondance. Galien ne fait que développer les idées d'Hippocrate, et les idées de Galien sur les catarrhes seront développées par ses successeurs. Si bien que Guillaume de Baillou (1538-1616) dans ses Opera medica omnia de 1635 a pu s'indigner que rien n'est si communément répandu que le nom de catarrhe, rien pour lequel par ailleurs on ne se trompe plus.
Galien donne la première étude topographique des ventricules cérébraux qu'il incorpore dans sa théorie pneumatique. Du cœur, via les carotides, l'esprit vital atteint le rete mirabilis; le réseau admirable, structure vascularisée mythique, s'y transforme en esprit animal dans lequel sont distinguées : — une partie utile rassemblée dans les ventricules du cerveau, qui passe par le système nerveux pour aboutir aux organes des sens et aux muscles ; — une partie excrémentielle selon deux formes: l'une gazeuse s'éliminant par les sutures crâniennes et les sinus aériens du crâne; l'autre, liquide, la pituite qui s'élimine par le nasopharynx. Différent théories affectent à chacun des 3 ventricules les facultés psychique : imagination, cogitation, mémoire. Tout le Moyen Age a brodé sur ces données fondamentales. Galien (De usu partium Lib.9 Cap.3) et les savants jusqu'à la Renaissance ont donc cru que la pituite qui sortait des ventricules passait par l'infundibulum (un entonnoir, la tige pituitaire) jusqu'à la glande pituitaire (l'hypophyse) et de la vers la gorge (le rhume de cerveau). Cette théorie qui suppose un passage à travers la selle turcique (selle turque) de l'os sphénoïde est infirmée par Vésale. Galien amené à se prononcer sur l'olfaction (De usu partium Lib.8 Cap.7) envisage également la lame criblée de l'ethmoïde comme lieu de passage de la pituite. Cette théorie est encore d'actualité au milieu du XVIIe siècle quant elle est démontée par Schneider.
Le médecin et professeur de l'Université de Wittemberg, Conrad Victor Schneider (1614-1680), dans son Osse cribriformi de 1655, puis dans son De catarrhis de 1660-62 et 1664, démontre anatomiquement que le nez ne peut être l'émonctoire du cerveau. La théorie catarrhale avait été déjà dénoncée par Van Helmont et des auteurs avant lui ; le grand mérite de Schneider a été de mettre en évidence la membrane muqueuse naso-sinusienne (tunica narium), avec une connaissance approfondie de sa signification anatomique et pathologique. La théorie catarrhale était démontée. Vers l'époque à laquelle écrivait Schneider, le système lymphatique a été découvert par Olof Rudbeck et Thomas Bartholin et sur le champ la lymphe a remplacé la pituite; On a donné à la lymphe le rôle que les anciens avaient attribué à la pituite dans la production des maladies. Michael Ettmüller en 1699 fût l'un des premiers qui s'empara du fluide lymphatique et en fit la cause d'une foule d'affections diverses dans lesquelles les catarrhes ne furent pas oubliés,. Le terme « catarrhe  » a été conservé, mais la source antérieure a été complètement oblitérée dans l'esprit des médecins ; le mot catarrhe était à la fin du XIXe siècle devenu à peu près synonyme d'inflammation de toute membrane muqueuse. 
Dans son De Musculis Glandulis observationum specimen de 1664, Nicolas Sténon (1638-1686) avait déjà nié que le cœur, simple muscle (dans la foulée du De motu cordis de Harvey, il nie au passage les théories ébullitionniste de Descartes), puisse être à l'origine des esprits vitaux,. La théorie des esprits animaux, reprise encore dans la physiologie de Descartes, est dénoncée par Sténon dans son Discours sur l'anatomie du cerveau de 1665-1669, et aussi dans ses Elementorum myologiae specimen seu Musculi descriptio geometrica de 1667. Après les expériences galvaniques de stimulation électrique des nerfs sur des tissus excisés, en 1786, par Luigi Galvani (1737-1798), l'hypothèse d'une activation du système nerveux par les esprits animaux ou par un liquide nerveux a du finalement être écartée.

#### Boyle
Dès Aristote, la ventilation pulmonaire avait été comprise comme primordiale au maintien de la vie mais sa fonction précise était demeurée incomprise pendant plus de quinze siècles. L'idée du souffle vital, permettant d'entretenir le « feu » intérieur à la manière d'un soufflet de forge, va dominer jusqu'au XVIIe siècle. C'est à cette époque que les médecins et chimistes commencent à chercher à identifier quelle était la nature de cet « esprit vital » de l'air inspiré nécessaire à la vie. Robert Boyle (1627-1691) en utilisant une pompe à vide montre que l'air joue un rôle essentiel à la fois pour la respiration et pour la combustion d'une bougie. Vient ensuite l'établissement de la nature chimique des gaz respiratoires qui sera établie au XVIIIe siècle par Lavoisier. Il montre que « l'air éminemment respirable » (c'est-à-dire l'oxygène) est nécessaire à la combustion et que l'air respiré qui « éteignait les lumières » précipitait l'eau de chaux (le dioxyde de carbone). Il faudra de multiples autres travaux pour en finir avec la théorie galénique du pneuma car Galien avait conçu une théorie très complexe selon laquelle le pneuma était élaboré d'abord dans les poumons, puis dans le cœur et les artères et finalement dans les ventricules du cerveau (Utilité des parties du corps Galien, trad. Daremberg).
La rupture avec l'héritage hippocratico-galénique sera presque consommée au début du XIXe siècle, lorsque Magendie a ouvert la polémique contre le vitalisme de Bichat. Républicain et libre-penseur, pionnier de la physiologie nerveuse, Magendie s'en prend à l'idée que le mystère de la vie reposerait dans une force extraordinaire, appelée âme ou force vitale, régissant toutes les propriétés de la matière vivante. Pour lui, pour faire rentrer la physiologie dans l'ordre des sciences physiques, il faut procéder à l'enseignement de cette discipline absolument comme on le fait dans les cours de physique ou de chimie, c'est-à-dire marcher d'expériences en expériences faites sous les yeux des assistants.
La médecine gréco-romaine fut finalement complètement balayée de la pratique médicale occidentale et ne subsista plus même à titre de « médecine traditionnelle européenne », contrairement aux médecines traditionnelles chinoise et indienne qui résistèrent beaucoup mieux à la médecine scientifique. Cette dernière était vue comme une « médecine occidentale », liée à l'impérialisme et donc suspecte à ce titre. Paradoxalement, la version arabe du galénisme qui fut importée en Inde par les musulmans, a survécu jusqu'à l'époque moderne sous le nom de médecine Yunâni.

### La pathologie et la thérapeutique
La remise en cause de la thérapeutique galénique basée sur la saignée et les drogues ne se fit pas par une attaque frontale contre ces pratiques mais par le progrès régulier des connaissances physiologiques et des analyses pharmacologiques.
L'intégration de concepts de l'alchimie à la pratique médicale au XVIe et XVIIe siècles a joué un rôle décisif dans l'abandon de la tradition hippocrato-galénique. En effet, le renouvellement de la médecine dut d'abord passer par les provocations de Paracelse (1493-1541), un truculent médecin adepte de l'alchimie, qui proclamait que les médecins s'étaient « attachés, avec un pédantisme extrême, aux sentences d’Hippocrate, de Galien et d’Avicenne (...). L’expérience [savante] est notre maître d’école suprême - et de mon propre travail. Ce sont donc l’expérience et la raison, et non les autorités [Hippocrate, Galien, Avicenne] qui me guideront lorsque je prouverai quelque chose. » (Liber paragraphorum).
Bien que la 'théorie alchimique de la vie' de Paracelse soit complètement fausse, Paracelse est pourtant à l'origine du renouvellement de la médecine, en promouvant l'esprit critique et l'expérience plutôt que le respect aveugle des anciens. Il fallait rejeter Aristote et Galien, pour que la médecine moderne advienne, tout comme Galilée dut réfuter Aristote pour fonder la mécanique moderne, en basant son argumentation sur des expériences de billes roulant sur un plan incliné plutôt que sur l'autorité des maîtres de l'Antiquité. La clef de la nouvelle philosophie naturelle des paracelsiens était la chimie - à cette époque chimie et alchimie sont synonymes et se pratiquent au grand jour. Pour Paracelse, tout phénomène naturel est fondamentalement un processus chimique. Il unifie l'alchimie métallurgique et les traitements médicaux utilisant des médicaments chimiques. La biochimie moderne repose sur une idée semblable, à savoir que les principes chimiques qui gouvernent le fonctionnement du corps sont identiques à ceux qui opèrent dans le reste de la nature. Paracelse affirme aussi que le médecin doit comprendre la chimie du corps pour pouvoir ensuite utiliser ce savoir pour trouver les remèdes chimiques capables de résoudre le problème de santé. Il prône l'utilisation des remèdes chimiques particuliers pour traiter des affections particulières. Cette approche de traitement chimique paracelsienne est appelée « iatrochimie » (étym. chimie médicale).
La médecine paracelsienne opère la rupture épistémologique avec la théorie traditionnelle galénique des maladies qui domine la littérature médicale durant tout le Moyen Âge. En désaccord avec l'interprétation galénique de la maladie comme un déséquilibre général ou un dérangement des quatre humeurs (du sang, du phlegme, de la bile jaune et de la bile noire), Paracelse conçoit que presque tous les maux dérivent d'altérations d'organes particuliers, dues à la présence de substances étrangères.
Les controverses entre galénistes, chimistes et partisans d'un compromis se perpétuent tout au long des XVIe et XVIIe siècles. En 1616, l'iatrochimiste Guy de la Brosse, propose au roi la création d'un jardin botanique royal. Le décret royal instituant le Jardin royal des plantes médicinales (l'actuel Muséum national d'histoire naturelle) ordonne la nomination d'un professeur de chimie capable d'enseigner la préparation de médicaments chimiques. Le Jardin ouvre en 1640 mais c'est huit ans plus tard que le médecin forme à Montpellier, William Davisson, qui y assume la charge de professeur de chimie. Le Jardin devient une des institutions les plus influentes en matière de (iatro)chimie et de médecine. En 1675, Nicolas Lémery, un apothicaire du grand prévôt, publie son Cours de chimie qui devait se révéler l'un des plus grands succès de librairie de la littérature scientifique du XVIIe siècle. « Il se vend comme un ouvrage de galanterie ou de satire » dit Fontenelle dans son Éloge. Pour Lémery « la pharmacie galénique est celle qui se contente du simple mélange, sans se mettre en peine de chercher les substances dont chacune des drogues est naturellement composée. La pharmacie chymique est celle qui fait l'analyse des corps naturels, afin de séparer les substances inutiles et d'en faire des remèdes plus exaltez et plus essentiels » (Pharmacopée universelle (...) 2e éd., Paris, 1715, chap. 1 p. 1). Ces idées annonçaient la notion de principe actif.
Les professeurs du Jardin des plantes débarrassent l'iatrochimie de ses fantaisies paracelsiennes et de son jargon baroque. Ils placent la médecine chimique sur des fondements solides, annonçant un siècle plus tard, Lavoisier.
À la fin du XVIIIe siècle, la mise en place d'une nomenclature chimique est un événement considérable ; qui élimine le recours pour les remèdes aux définitions en rapport avec la religion, les croyances ou l’aspect des produits. Publié en 1787, le traité Méthode de nomenclature chimique, proposé par Lavoisier en collaboration avec Guyton-Morveau, Berthollet et Fourcroy, donne « pour la première fois la prépondérance des chimistes dans la préparation des remèdes sur les médecins et apothicaires » qui en avaient été les tenants jusqu'au XVIIIe siècle.
La rupture des plantes médicinales avec les médicaments chimiques est consommée. « Le développement de la chimie permet de passer de la matière médicale au principe actif, du quinquina à la quinine, de la digitale à la digitaline, de l'opium à la morphine ou de l'écorce de saule à l'acide salicylique ».

## Notion depréparation galénique
Dans le vocabulaire contemporain de la médecine et de l'ethnopharmacologie, cette expression désigne encore la modalité, la forme, sous laquelle des préparations médicinales sont administrées : tisane, macérat (huileux, aqueux, au vinaigre, glycériné...), pesto, sirop, baume, teinture, alcoolature, gélule, hydrolats ou encore huile essentielle(appliquée sur la peau, inhalée ou ingérée).